# Harold Carmichael
Lee Harold Carmichael (Jacksonville, 22 settembre 1949) è un ex giocatore di football americano e dirigente sportivo statunitense che militato nel ruolo di wide receiver nella National Football League. È stato inserito nella Pro Football Hall of Fame nel 2020.

## Carriera
Carmichael fu scelto dai Philadelphia Eagles nel corso del settimo giro (161º assoluto) del Draft NFL 1971. Nella sua stagione da rookie fu spostato nel ruolo di tight end, partendo come titolare in 6 partite su 9 e guidando tutti i tight end della squadra con 20 ricezioni (quarto nella squadra). 
L'anno seguente tornò nel ruolo di wide receiver. Nel 1973 esplose con l'arrivo dell'allenatore Mike McCormack, guidando la lega con 67 ricezioni per 1.116 yard (16,7 yard ricezione) e si piazzò quarto con 9 touchdown su ricezione.
La sua produzione decrebbe nelle tre annate successive a causa della difficoltà della squadra di trovare un quarterback affidabile. Nel 1977, Ron Jaworski fu nominato quarterback titolare e Carmichael guidò la squadra con 46 ricezioni per 665 yard e 7 touchdown.
Carmichael fu convocato per quattro Pro Bowl in carriera. Concluse terzo i yard ricevute nel 1978 con 1,072 e fu secondo in touchdown su ricezione nel 1979 con 11. Nel 1980 stabilì l'allora record NFL ricevendo almeno un passaggio per 127 gare consecutive. 
L'11 maggio 1984, Carmichael fu svincolato dagli Eagles. L'8 agosto firmò come free agent con i New York Jets, che volevano migliorare il loro reparto di ricevitore dopo lo sciopero di Wesley Walker e l'infortunio di Lam Jones a una clavicola. Fu svincolato il 26 agosto.
Il 6 settembre Carmichael firmò con i Dallas Cowboys, che stavano cercando un wide receiver dopo l'infortunio di Tony Hill nella prima gara della stagione contro i Los Angeles Rams. Disputò solamente due partite ricevendo un passaggio prima di venire svincolato il 14 novembre e annunciare il ritiro.
Concluse la carriera con 590 ricezioni per 8.985 yard e 79 touchdown, l'ultimo dato dei quali lo poneva al settimo posto di tutti i tempi al momento del ritiro. È il leader di tutti i tempi degli Eagles per yard ricevute, touchdown su ricezione e touchdown totali. Detiene anche i record degli Eagles per yard ricevute nei playoff (465), touchdown (6), yard per ricezione (16,0) e yard a partite (66,4). Assieme a Brent Celek è l'unico giocatore degli Eagles ad avere segnato 3 touchdown in una singola annata di playoff (1979) ed è uno dei quattro giocatori con 2 touchdown su ricezione in una partita di playoff. Detiene anche i record degli Eagles per partite con un touchdown nella stagione regolare (69) e nei playoff (5, condiviso con Duce Staley e Brian Westbrook). Con un'altezza di 203 cm si ritiene sia stato il wide receiver più alto della storia della NFL.
Carmichael è stato introdotto nella formazione ideale della NFL degli anni 1970 dai giurati della Pro Football Hall of Fame. Nel periodo dal 1973 al 1983 nessuno nella NFL lo superò in ricezioni, yard ricevute e touchdown su ricezione. Dopo la carriera da giocatore è stato un dirigente degli Eagles dal 1998 al 2017.

## Palmarès

### Franchigia
- National Football Conference Championship: 1

Philadelphia Eagles: 1980

### Individuale
- Convocazioni al Pro Bowl: 4

1973, 1978–1980
- Second-team All-Pro: 3

1973, 1979, 1980
- Leader della NFL in yard ricevute: 1

1973
- Formazione ideale della NFL degli anni 1970
- Walter Payton NFL Man of the Year Award: 1

1980
- Eagles Hall of Fame
- Formazione ideale del 75º anniversario dei Philadelphia Eagles